# Memórias de Paris
Revoir Paris (bra/prt: Memórias de Paris) é um filme francês dirigido por Alice Winocour. Foi selecionado para a Quinzena dos Realizadores no Festival de Cannes 2022. No Brasil, foi exibido nos cinemas em 2023 no Festival do Rio e no Festival Varilux.

## Sinopse
Três meses após ser vítima de um ataque terrorista em um bistrô em Paris, Mia tenta recuperar sua memória para retornar à sua vida cotidiana.

## Elenco
- Virginie Efira
- Benoît Magimel
- Grégoire Colin
- Maya Sansa
- Amadou Mbow

## Recepção
Na França, o filme tem uma nota média de 4/5 no agregador do AlloCiné calculada a partir de 37 resenhas da imprensa.
No site agregador de críticas Rotten Tomatoes, 94% das 62 resenhas dos críticos são positivas, com uma classificação média de 7,5/10. O consenso do site diz: "Distinguido ainda pelo excelente desempenho de Virginie Efira, Revoir Paris explora as consequências do trauma com uma ternura devastadora."
Na The Hollywood Reporter, Jordan Mintzer disse que "o manuseio de Winocour pode ser um pouco exagerado em alguns lugares... Mas esses elementos lentamente se transformam em um soco no estômago no final." Em sua revisão à Deadline, Valerie Complex disse que "de todos os filmes sobre esses ataques terroristas que estrearam em Cannes, o de Winocour é o único que entra na cabeça dos sobreviventes e mergulha fundo em seu processo de cura pessoal."